# Andrzej Krzeptowski (1902)
Pour les articles homonymes, voir Andrzej Krzeptowski.
Andrzej Krzeptowski (3 août 1902 - 12 avril 1981) était un skieur de fond polonais qui a participé aux Jeux olympiques d'hiver de 1928 . 
Il est né à Kościelisko et est décédé à Zakopane. 
Aux Jeux de 1928, il a terminé 13e au 50 km et 25e au 18 km . 